# Glencore
Glencore este o companie din Elveția, care este primul furnizor mondial de materii prime și materiale rare.
Glencore s-a dezvoltat în 35 de ani de la o simplă companie comercială la un important producător și procesator de materii prime, deținând peste o treime din compania minieră britanică listată Xstrata, precum și participații în cadrul grupurilor Century Aluminum, Russneft, Rusal și Minara Resources.
Compania a avut o cifră de afaceri de 144,9 miliarde dolari în anul 2010, și are 52.000 de angajați (2.000 angajați direcți și 50.000 de angajați în subsidiare).
Glencore este listat în indicelui FTSE 100 al Bursei de Valori din Londra.

## Istorie
Compania a fost înființată în 1974 de miliardarul Marc Rich, comerciant de materie primă la nivel mondial, fiind numită Marc Rich & Co. AG. După plecarea forțată a fondatorului în 1994, numele companiei a fost schimbat în Glencore (Global Energy Commodity and Resources). Rich a fost acuzat în SUA de evaziune fiscală și tranzacții ilegale de afaceri cu Iranul, dar a fost grațiat de președintele Bill Clinton în 2001.
Compania a fost de-a lungul timpului acuzată de mai multe scandaluri de corupție. În anul 2012, o instanță belgiană a găsit o subsidiară a corporației drept vinovată într-un scandal de mită care a implicat un oficial al Uniunii Europene.